# Grete Forst
Grete Forst (16 de agosto de 1878, Viena, Austria-1 de junio de 1942, Maly Trostinek, Bielorrusia), nacida Margarete Feiglstock, fue una soprano austriaca.
Forst debutó en 1900 en Colonia como Lucia di Lammermoor. En 1903 debutó con el mismo papel en la Wiener Staatsoper, dirigida por Gustav Mahler, y en 1908 cantó en el estreno mundial de Ein Wintermärchen, con Leopold Demuth.
Cantó en Viena los roles de coloratura como Olympia, La Reina de la Noche, Un ballo in maschera, Cosi fan tutte, Madama Butterfly. Se retiró de la ópera en 1911 al casarse con el banquero Johann Schuschny, continuando como recitalista y maestra de canto. Tuvo un solo hijo, Fritz Schuschny.
Se convirtió al catolicismo en 1940, pero el 27 de mayo de 1942 fue llevada al campo de concentración nazi Maly Trostenets donde fue exterminada el 1 de junio de 1942.